# Pedro Castellanos Lambley
Pedro Castellanos Lambley (Guadalajara, Jalisco, 26 de enero de 1901-Guadalajara, 26 de septiembre de 1961) fue un arquitecto y presbítero mexicano, perteneciente a la llamada Escuela Tapatía de Arquitectura.

## Biografía
Nació en Guadalajara, el 26 de enero de 1901. Fue hijo de Carolina Lambley Magaña y del gobernador de Jalisco Luis Castellanos y Tapia, y nieto de la poetisa tapatía Esther Tapia de Castellanos. La familia Castellanos-Lambley fue propietaria de la Hacienda de Cumuato, cerca de Ocotlán, y de un ingenio en Tamazula, Jalisco, los cuales perdieron a causa de la Revolución mexicana.
Cuando era un niño, la familia se mudó a Londres, y fue inscrito en el St. John's College, de la Compañía de Jesús, donde estudió la primaria y la secundaria.
En 1919 se matriculó en la Escuela Libre de Ingenieros de Guadalajara, fundada en enero de 1902 por el ingeniero civil y abogado Ambrosio Ulloa. Esa institución le expidió su título profesional de ingeniero-arquitecto en 1924. Ahí había sido compañero de estudios de Luis Barragán y Rafael Urzúa.
Ingresó al convento de los Frailes Franciscanos en Aguascalientes, en 1938. Dos años más tarde regresó a Guadalajara ordenado sacerdote, y en el decenio de 1940 estuvo al frente de la Comisión Diocesana de Arte.

## Principales obras
- Parroquia de Nuestra Señora del Rosario, en Guadalajara (1924-1970);
- Seminario Diocesano Mayor de Guadalajara, Santo Domingo 1120, Colonia Chapalita, Guadalajara;[4]
- Villa Ferrara, en Chapala, para Guadalupe Gallardo;[1][5]
- Antiguo Mercado Libertad, o Mercado San Juan de Dios, calles Alfareros, Javier Mina, Cabañas, y Dionisio Rodríguez, Guadalajara (1928);[1]
- Capilla en Ciudad Granja, municipio de Zapopan;[4]
- Templo de La Soledad, Avenida Vallarta 1944 esquina con Juan Ruiz de Alarcón, Guadalajara;[4]
- Templo Parroquial de La Santa Cruz, Avenida Manuel Acuña 2380 esquina con Luis Pérez Verdía, Guadalajara;[4]
- Iglesia Parroquial Nuestra Señora del Sagrado Corazón, Colomos 2265 esquina con Avenida López Mateos Norte, Guadalajara;[6]
- Residencia de la familia Rébora, Lerdo de Tejada 2052, Guadalajara (1934);[4]
- Residencia de la familia Aranguren, Avenida La Paz 2466, Guadalajara;[4]
- Iglesias en El Salto, Zapotiltic, La Manzanilla de la Paz, y Zacoalco de Torres, Jalisco;[4]
- Casas-habitación para: el licenciado González Hermosillo, Germán Behn Ochoa, Gilberto Huerta Ruiz, mayor Eduardo Espinosa, familia Fernández del Valle Orendáin, familia Martínez-Negrete Orendáin, Guadalupe Gallardo –Privada del Torreón–, Enrique Aniz, Paz Corcuera de Cortina, familias: Ramírez Centeno, Quiñones (Avenida La Paz 2231, art déco, concluida en 1930),[7] Aubert; Privada de Castellanos, Leopoldo Font –Villa Nuria–, Pascual Salcedo, Quimo Gortázar, Casas Dúplex, Casa de Tezontle de los Corcuera, Rafael Castiello –Villa María–; señorita Veytia, dos casas de Salvador Veytia; casa de Salvador García de Quevedo Mota-Velasco.[1]

### En colaboración
Participó de manera secundaria con el ingeniero Arnulfo Villaseñor Carrillo, en 1923, en la edificación de la Casa Zuno, sita en Bosque 2226 (hoy, calle José Guadalupe Zuno 2226) esquina con Avenida Unión.